# Muzeální slovenská společnost
Muzeální slovenská společnost (MSS) byla vědecká společnost založená v roce 1893 v Martině.
V roce 1895, kdy zahájila svou činnost, se prvním předsedou stal katolický kněz Andrej Kmeť, který se zasloužil o její aktivní činnost. Sdružovala zájemce o sbírání, shromažďování, odborné opatrování a zpřístupňování památek materiální a duchovní kultury Slováků. Hlavními cíli společnosti byly založení národního muzea, knihovny a organizování výzkumné vlastivědné a muzeologického činnosti. Nahrazovala také činnost zrušené Matice slovenské.
Vydávala periodika Časopis muzejní slovenské společnosti a Sborník muzejní slovenské společnosti, na který navázal pořadím ročníků Sborník Slovenského národního muzea.
Po roce 1918 se její činnost prolínala s činností nově založené Matice slovenské a Slovenského národního muzea. V roce 1960 byla zrušena, přičemž její muzejní sbírkové fondy přešly do fondů Slovenského národního muzea a archivní fondy a sbírky převážně do Státního slovenského ústředního archivu v Bratislavě, menší část do jiných státních archivů.

## Předsedové muzejní slovenské společnosti
- 1895-1908 Andrej Kmeť
- 1908-1919 Štefan Mišík
- 1919-1926 František Richard Osvald
- 1926-1937 Karol Anton Medvecký
- 1938-1948 Jozef Škultéty

- 1993-2003 Imrich Sedlák
- 2003-2008 Richard Lacko
- 2008- Igor Kristek